# Okres archaiczny (starożytna Grecja)
Okres archaiczny w historii starożytnej Grecji mieści się między tzw. „wiekami ciemnymi” cywilizacji greckiej a jej okresem klasycznym, obejmując przedział czasu od VIII wieku p.n.e. do wojen perskich (początek V wieku p.n.e.). W okresie archaicznym Grecy nawiązali szerszy kontakt z innymi cywilizacjami, stworzyli zręby nowych ustrojów politycznych, poznali alfabet, skolonizowali znaczną część wybrzeża Morza Śródziemnego. W okresie tym pojawiły się w Grecji zaczątki zachodniej nauki, filozofii i historiografii. Był to także okres wielkiego rozkwitu greckiej sztuki i literatury (szczególnie epiki Homera i Hezjoda oraz liryki).

## Społeczeństwo i gospodarka

### Wielka kolonizacja
Jednym z najważniejszych wydarzeń świata greckiego epoki archaicznej była wielka kolonizacja – wzdłuż prawie całego wybrzeża Morza Śródziemnego i Morza Czarnego (prócz północnej Afryki i Hiszpanii opanowanych przez Fenicjan i Kartagińczyków oraz częściowo Egiptu i Lewantu, w których jednak istniały mniejsze placówki greckie) powstała rozbudowana sieć osadnictwa greckiego.
Za główne przyczyny kolonizacji uznaje się związane z kryzysem rolnym przeludnienie Grecji, a także specyficznego „ducha greckiego”, w którym, odmiennie niż w duchu Wschodu, przejawia się otwartość na świat, ważne były też związane z konfliktami gospodarczymi konflikty polityczne w poszczególnych polis. Kolonizacja była w dużej mierze planowana odgórnie – z poszczególnych miast wyruszały zorganizowane grupy, najczęściej pod wodzą wybitnej jednostki. Rozmieszczenie kolonii było w dużej mierze zasługą kapłanów ze świątyni Apollina w Delfach, do którego wyroczni koloniści zwracali się po radę. W ten sposób powstawały przede wszystkim kolonie rolnicze w południowej Italii i na Sycylii („Wielka Grecja”) powstające od końca VIII w. p.n.e. W późniejszym okresie powstawały też liczne kolonie o charakterze handlowym – głównie kolonie Miletu.

### Początki gospodarki pieniężnej
Z początku bita moneta składała się z naturalnego stopu złota i srebra zwanego elektronem, z czasem jednak odstąpiono od tego i moneta pozostała złota bądź srebrna.

## Dzieje polityczne

### Sparta w okresie archaicznym
W okresie archaicznym ukształtowała się nietypowa i odmienna niż inne greckie poleis Sparta – odmienność ta przejawiała się w dużych rozmiarach i w specyficznym ustroju i obyczajowości. W początkowym okresie odmienności w dziedzinie ustroju i obyczajów nie były jeszcze duże, choć zarysowywały się w cechach przypisywanych wszystkim Dorom. Stopniowo jednak postępowała militaryzacja Sparty i jej odcięcie się od „głównego nurtu” kultury greckiej.

#### Rozwój terytorialny Sparty w okresie archaicznym
W VIII w. p.n.e. leżąca w żyznej i jak na Grecję rozległej dolinie Ewrotasu (Eurotas) Sparta opanowała przyległe obszary Lakonii, półwyspy Malea i Tajnaron oraz wyspę Kyterę. W pierwszej wojnie meseńskiej w drugiej połowie VIII w. spartański król Teopomp opanował wschodnią Messenię, której mieszkańcy zostali przemienieni w helotów. Messeńczycy wielokrotnie próbowali uwolnić się spod panowania spartańskiego, w VII w. p.n.e. miało miejsce powstanie znane jako II wojna meseńska, w której Spartanie opanowali także zachodnią Messenię. W przekazach o drugiej wojnie meseńskiej mówi się o wielkim bohaterstwie Messeńczyków i ich wodza Aristomenesa. Wielu Messeńczyków wyemigrowało wtedy do Italii i na Sycylię – ich najważniejszą kolonią była sycylijska Messena, współczesna Mesyna.
Po opanowaniu całej Lakonii i Messenii Sparta zwróciła się przeciw Arkadyjczykom i Argos. Argos straciło południe swojego terytorium – Kynurię, której mieszkańcy zostali zamienieni w periojków. Miasto to, do tej pory pretendujące do przywództwa wśród wszystkich Dorów, straciło swoją pozycję i na długo wycofało się z polityki ogólnogreckiej, zachowując neutralność we wszystkich większych wojnach toczących się w świecie greckim. Trudne i długotrwałe były walki Spartan z Arkadyjczykami – ostatecznie zmusili oni do uległości Tegeę, przyłączając do swojego państwa południową część jej terytorium (Karyaj, Oion i Fylake).

#### Powstanie symmachii spartańskiej
Po zwycięstwie nad Tegeą Sparta zmusiła ją do przystąpienia do przymierza, symmachii. Państwo spartańskie objęło ponad 1/3 Peloponezu, nie miało jednak ambicji dalszej ekspansji, co prawdopodobnie skłoniło je do szukania przymierza z sąsiadami. Do przymierza tego stopniowo przyłączały się także inne państwa Peloponezu – Korynt, Sykion, Megara, wyspa Egina i już od czasów wojen messeńskich zaprzyjaźniona ze Spartanami Elida. Symmachia spartańska była luźnym związkiem, miała przede wszystkim charakter obronny. Każdy członek związku miał jednego delegata w zgromadzeniu w związku, w którym decyzje podejmowano większością głosów. Każde państwo było też zobowiązane do dostarczania Sparcie 2/3 swoich sił zbrojnych, ponadto członkowie związku nie mogli toczyć ze sobą wojen. Mimo podejmowania w symmachii spartańskiej decyzji większością głosów, głos Sparty jako hegemona związku znacznie przewyższającego siłą pozostałych jego członków był w zasadzie dominujący. Związek spartański był największą potęgą wojskową całej Grecji.

#### Spartański ideał wychowawczy
Areté Spartanina według spartańskiego poety Tyrtajosa „nie objawia się w zwycięstwie szybkobiegacza, lecz w męstwie wojennym”. Ten ideał miał podłoże w kulturze doryckiej – Dorowie później niż Achajowie i Jonowie przybyli do Grecji, mniej więc byli poddani wpływom rozwiniętych cywilizacji Krety i Wschodu. Ich obyczaje były surowe i konserwatywne, tryb życia wspólnotowy, a więź wewnątrzplemienna i wewnątrzrodowa silna. Na takim podłożu od czasów legendarnego Likurga kształtował się spartański ideał wychowawczy, cechujący się podporządkowaniem spraw jednostki sprawom państwa, a spraw państwa sprawom wojskowym – co spowodowane było stałym wewnętrznym zagrożeniem ze strony helotów. Państwo spartańskie musiało wychowywać zdyscyplinowane grupy silnych żołnierzy – nie tolerowano ani jednostek słabych, ani wybitnych. Stąd też znany spartański obyczaj pozostawiania słabych i chorych noworodków na śmierć w górach Tajgetu.
Do siódmego roku życia chłopiec spartański pozostawał pod opieką kobiet – od siódmego roku życia całością jego wychowania kierowało państwo i prawo czy też obyczaj państwowy, darzony powszechnym szacunkiem nomos. Herodot w przemowie Demorata do króla Persów charakteryzuje obyczajowość Spartan następująco: „Będąc wolnymi, nie są pod każdym względem wolnymi. Stoi bowiem nad nimi jako władca nomos, którego jeszcze więcej się boją aniżeli ciebie, królu perski, boją się twoi poddani. Czynią więc to, co on im każe. On zaś rozkazuje zawsze jedno i to samo, nie pozwalając uciec z pola bitwy przed żadną przewagą nieprzyjaciół i nakazując wytrwać w szyku i zwyciężyć albo zginąć”. Chłopiec spartański wychowywał się w grupie rówieśników, poza domem rodzinnym, pod opieką starszych towarzyszy w wieku od 20 do 30 lat. Wychowanie chłopców w wieku od lat siedmiu do dwudziestu koncentrowało się na gimnastyce i muzyce, obejmującej dawne pieśni chóralne i marsze bojowe, np. Tyrtajosa – nie było natomiast wielu zajęć intelektualnych, uczono tylko czytania i pisania oraz prostych rachunków. Od dzieciństwa wpajano Spartanom niechęć do wielomówności, ale też uczono ciętego, błyskotliwego dowcipu – Grecy przeciwstawiali to skoncentrowanemu na przygotowanie do kariery politycznej wychowaniu retorycznemu w Atenach. Małomówność i cięty dowcip Spartan upamiętnia pochodzące od nazwy Lakonii współczesne określenie „lakoniczność”. Znanym przykładem surowości spartańskiego wychowania jest zwyczaj biczowania chłopców w świątyni Artemidy Ortis – nie można im było okazać bólu.
Po ukończeniu dwudziestego roku życia młody mężczyzna stawał się członkiem wspólnoty równych sobie Spartiatów, zyskując prawo uczestnictwa we wspólnotowych ucztach (fitidiach).

#### Ustrój Sparty w okresie archaicznym
W początkach epoki archaicznej o ustroju Sparty niewiele wiadomo. Spartanie wiązali jego powstanie z Likurgiem, prawodawcą żyjącym w ok. VIII w. p.n.e., czyli jeszcze przed wojnami meseńskimi. Twierdzili, iż to właśnie on stworzył tzw. Retry, dokument stworzony przy udziale wyroczni delfickiej, w którym zostały zawarte zasady ustrojowe Sparty. Najnowsze badania dowodzą, iż ustrój Sparty nie został sformułowany przez jednego człowieka, lecz powstał w długotrwałym procesie zakończonym prawdopodobnie w połowie VII w. p.n.e.
Pod koniec VI w. p.n.e. Sparta była rządzona przez dwóch dziedzicznych królów z różnych rodów oraz przez radę (gerusia), zgromadzenie ludowe (apella) i kolegium pięciu eforów. Pomimo bytności królów nie sposób zakwalifikować Sparty jako monarchii; był to raczej typ arystokratycznej polis, gdzie władza leżała w rękach wąskiej grupy pełnoprawnych obywateli.
Królowie byli kimś w rodzaju urzędników, sprawujących swój urząd dożywotnio, byli kapłanami Zeusa, przewodniczyli wszystkim uroczystościom publicznym, wyznaczali specjalnych wysłanników do Delf, którzy jako jedyni mieli prawo zasięgać wyroczni w imieniu polis. Należało do nich również zwierzchnictwo nad armią, jednak realnie dowodzić mogli tylko w wyprawach wojennych, poza terytorium Sparty. W VI i V w. władza królów była stopniowo ograniczana (odebranie prawa samodzielnego decydowania o rozpoczęciu wojny).
Geruzja składała się z wybieranych dożywotnio 28 starszych wiekiem obywateli (powyżej 60 lat) oraz obydwu królów. Do zadań geruzji należało przygotowanie uchwał (pod czujnym okiem eforów) głosowanych później na zgromadzeniu ludowym. Rada ta pełniła też funkcje trybunału najwyższej instancji.
Kolegium pięciu eforów, którzy byli wybierani na jedną kadencję, miało bardzo szerokie uprawnienia. Egzekwowali prawo we własnym zakresie, sprawowali nadzór nad agoge oraz kontrolowali królów, na których w szczególnych przypadkach mogli nałożyć areszt. W czasie wypraw poza Spartę dwóch eforów zawsze towarzyszyło królowi. Eforzy mieli za zadanie także kontaktowanie się ze światem zewnętrznym, przyjmowali posłów innych poleis.
Apella, czyli zgromadzenie ludowe stanowiła wąska grupa uprzywilejowanych obywateli Sparty, którzy określani są Spartiatami bądź homoioi. Zgromadzenie to decydowało o wojnie lub pokoju, wybierało członków geruzji oraz eforów. Członkowie zgromadzenia głosowali nad ustawami przygotowanymi uprzednio przez geruzję.

### Amfiktionia delficka
W okresie archaicznym Grecja północna miała o wiele większe znaczenie dla greckiej cywilizacji niż w okresie klasycznym, w którym nie nadążyła za rozwojem kulturalnym i gospodarczym Jonów i Dorów – wiele jej części zachowało ustrój rodowo-plemienny. Plemiona i poleis Grecji północnej skupiały się w amfiktionii, luźnym związku przypominającym związek spartański, o celach bardziej religijnych niż politycznych. Związek ten nazywał się Amfiktionią Delficką i skupiał się wokół świątyni Apollina w Delfach. Poza Amfiktionią Delficką istniały w wielu rejonach Grecji inne związki tego rodzaju, jak heksapolis dorycka skupiona wokół świątyni Apollina na Knidos czy amfiktionia skupiona wokół świątyni Posejdona na położonej w Zatoce Sarońskiej wyspie Kalaureja.
Początkowo północnogrecka amfiktionia skupiała się wokół świątyni Demeter w Anteli, dopiero później do wielkiego znaczenia doszła wśród Greków wyrocznia delficka. Stopniowo się rozszerzając Amfiktionia objęła całą północną Grecję, skupiając dwanaście plemion, z których każde miało po dwóch członków w zbierającej się dwa razy do roku radzie Amfiktionii. Plemiona te to Fokejczycy (na których terytorium leżały Delfy), Dorowie, Lokrowie, Tesalowie, Malijczycy, Aininowie, Dolopowie, Achajowie, Magneci, Perrajbowie, Eubejczycy i Beoci.
Amfiktionia nie miała dużego znaczenia politycznego, choć jej rada mogła zwrócić się do wszystkich członków z prośbą o pomoc wojskową – jej główną rolą było łagodzenie konfliktów i ochrona wyroczni delfickiej. Państwa amfiktionii, jeśli toczyły ze sobą wojnę, nie mogły zburzyć wrogiego miasta ani odciąć mu dopływu wody. Z obroną świątyni delfickiej wiązały się tzw. „wojny święte” – w czasie pierwszej wojny świętej członkowie Amfiktionii wspierani przez Ateny zburzyli ludne i bogate a zagrażające Delfom prastare miasto Krysa. Od tego czasu w Amfiktionii Delfickiej uzyskali miejsce także Ateńczycy jako reprezentanci Jonów i Peloponezyjczycy jako reprezentanci Dorów – wyrocznia delficka zyskała ogólnogreckie znaczenie religijne i polityczne, np. doradzając i w pewnej mierze sterując procesem wielkiej kolonizacji. Na pamiątkę pierwszej wojny świętej odbywały się także co cztery lata ogólnogreckie igrzyska pytyjskie, uznawane za drugie co do ważności po igrzyskach olimpijskich.

## Filozofia
Początki filozofii sięgają końca VI w. p.n.e. Przeobrażenia, jakie miały miejsce w świecie greckim w ciągu dwóch wieków, sprawiły, że ludzie zaczęli odczuwać potrzebę głębszej refleksji, nie tylko porządkującej zjawiska, ale starającej się dać odpowiedź na pytania dotyczące istoty bytu.
Według legendy początek filozofii dało Siedmiu Mędrców, którzy byli raczej nauczycielami niż filozofami. Platon zaliczał do nich: Talesa z Miletu, Pitakosa z Miteleny, Biasa z Priene, Solona z Aten, Chilona ze Sparty, Kleobolusa z Lindos i Myzona z Chene. W większości byli to politycy, prawodawcy i myśliciele, którzy działali w latach 620-550 p.n.e. Przypisywane im myśli przynosiły praktyczne wskazówki lub normy postępowania oparte na mądrości ludowej i życiowym doświadczeniu:
- „Trudno jest poznać samego siebie” – Tales
- „Znaj odpowiednią chwilę” – Pittakos
- „Kochaj rozsądek” – Bias
- „Nic ponad miarę” – Solon

Te „złote myśli” prowadziły do racjonalnego ujmowania życia i postępowania.

### Filozofowie przyrody
Greccy filozofowie przyrody poszukiwali pierwiastka, z którego zbudowany jest świat.

#### Wprowadzenie
Początki filozofii greckiej osadzone są na ontologicznym pytaniu o podstawowy budulec świata – arché. Oto wszystkie arché proponowane przez różne greckie światopoglądy: ogień, woda, ziemia, powietrze, liczba, atom, nasiona, oraz teoria pięciu arché.

#### Woda
Tales z Miletu uważany jest za ojca filozofii greckiej we właściwym znaczeniu tego słowa. Jako pierwszy sformułował pytanie o początek wszechrzeczy. Za przyczynę i podstawę wszelkiego istnienia przyjął wodę, która według niego stanowiła równoważnik pramaterii. Światopogląd Talesa oparty był na podstawach materialistycznych. Próby wyjaśnienia przyczynowości miały charakter rozumowy i laicki. Racje Talesa można udowodnić, patrząc na to, że woda jest ludziom niezbędna do życia. Drugim dowodem jest stałe, nieskończone krążenie wody w przyrodzie.

#### Powietrze
Arché w postaci było reprezentowane w filozofii greckiej przez dwóch filozofów: Anaksymandra oraz jego ucznia Anaksymenesa.

##### Bezkres powietrza
Następcą, a prawdopodobnie krewnym i uczniem Talesa, był Anaksymander (610 – 547 p.n.e.). Obok twórczości filozoficznej uprawiał nauki stosowane. Wynalazł zegar słoneczny. Opracował pierwszą mapę świata z konturami lądu i skonstruował planetarium. Był założycielem Apolonii, kolonii greckiej nad Morzem Czarnym. Tradycja przypisuje mu autorstwo pierwszego greckiego traktatu filozoficznego pt. O naturze. Według niego prazasadą (arche) była nieskończoność, bezkres powietrza, pierwiastek nieokreślony (apeiron).

##### Powietrze ograniczone
Trzecim przedstawicielem milezyjskiego środowiska filozoficznego był Anaksymenes (585 – 528 p.n.e.). Przyjmuje się, że był uczniem i kontynuatorem dzieła Anaksymandra. Prowadził badania astronomiczne i meteorologiczne. Wyrażał pogląd, że początkiem wszechrzeczy jest powietrze (aer).

#### Ogień
Heraklit utworzył dynamiczny światopogląd, w którym arché jest ogień. To on powiedział pantha rei – wszystko płynie. Ogień też płynie. Heraklit stworzył logiczną teorię krążenia ognia w przyrodzie. Materia powstaje z różnych zagęszczeń owego ognia. Według tej teorii ogień spływa z górnych części wszechświata, rozgęszczając się w wodę, która potem znowu przemienia się w ogień, który zamienia się w dym, a ten w powietrze, które wędruje do górnych partii wszechświata. Koło się zamyka.

#### Ziemia
Ksenofanes za arché uznawał ziemię (a w części fragmentów także wodę), ale samo pojęcie arché rozumiał inaczej niż jońscy filozofowie przyrody. Pisał:

„Z ziemi bowiem powstaje wszystko i wszystko w końcu obraca się w ziemię” (Diels-Kranz 21 B 27)

„Ziemią i wodą są bowiem wszystkie rzeczy, które rodzą się i rosną” (Diels-Kranz 21 B 29)

„Wszyscy zrodziliśmy się z ziemi i wody” (Diels-Kranz 21 B 33)

Wydaje się więc, że Ksenofanes nie rozumiał przez arché naczelnej zasady kosmosu i całej rzeczywistości, ale jedynie byty ziemskie – to właśnie odróżnia jego koncepcję od koncepcji filozofów jońskich. Zarazem jednak koncepcja ta wydaje się być różna od poglądów eleatów, gdyż trudno ją – mimo wysiłków uczonych – powiązać z jego koncepcją niezmiennego Boga oraz mimo tego, że Ksenofanes zaprzeczał zmienności i ruchowi całego kosmosu, wyraźnie nie zaprzeczał zmienności i ruchowi poszczególnych rzeczy w kosmosie, co jest skrajnie odmienne od fizyki eleackiej. Mario Untersteiner w Senofane. Testimonianze e frammenti sądzi nawet, że koncepcja zasady u Ksenofanesa jest po prostu nie w pełni przekształconą w filozoficzną mitologiczno-religijną koncepcją Gai, ziemi-matki.

#### Liczby
Pitagorejczycy – uczniowie Pitagorasa – opracowali swój własny pogląd na świat, w którym do wszystkiego przypisali liczby. Liczbami były oznaczone między innymi uczucia lub czyjeś szczęście. Skonstruowali liczne zależności liczbowe. Widzieli w liczbach nieparzystych element czegoś nieokreślonego, a w parzystych – element czegoś określonego, zaś liczba jako synteza czegoś nieograniczonego w granicy może być elementem ograniczającym lub determinującym.

#### Atom
W rozumieniu Demokryta z Abdery, tak jak Heraklita, świat jest dynamiczny. Istnieją nieustannie wirujące atomy i pustka. Wszystko łącznie z duszą ludzką zbudowane jest z atomów. Najdelikatniejsze atomy tworzą właśnie ową duszę, co znaczyło, że jest tak samo podatna rozkładowi jak ciało. Demokryt wierzył, że kształt i wygładzenie powierzchni atomów ma decydujący wpływ na nie tylko rodzaj materii, ale i na takie cechy jak smak. Swoje poglądy tłumaczył tak:

Mamy kawałek sera, dzielimy go na pół, jeszcze raz, i jeszcze raz, aż w końcu mamy kawałek zbyt mały, aby dało się go pokroić i to jest atom.

Po tym przykładzie nie zdziwi nikogo to, że Demokryta nazywano śmiejącym się filozofem.
Zobacz więcej o filozofii przyrody w osobnym artykule: Filozofia przyrody

## Historiografia
Tzw. „oświecenie greckie”, które przyczyniło się do rozwoju w Jonii pierwszej europejskiej filozofii, przyczyniło się także do zapoczątkowania historiografii. Podobnie jak na polu filozofii, przejście między mitem a historią jest stopniowe – w początkach filozofii następuje przejście od mitu kosmogonicznego do zaczątków naukowej wiedzy o świecie, w początkach historiografii od mitu bohaterskiego i genealogicznego do pierwszych krytycznych ujęć dziejów. Proces ten reprezentowany jest w dziele Hekatajosa z Miletu, Jończyka współczesnego Talesowi, Anaksymandrowi i Anaksymenesowi. Hekatajos odrzucał wiele mitologicznych przekazów o bogach i herosach greckich – stało się to na skutek podróży do Egiptu, w czasie której uświadomił sobie dawność tego państwa i jego kultury oraz sprzeczność, która zachodzi między pradawnością kultury ludzkiej tego kraju a przekonaniem Greków, że epoka bohaterów i bogów minęła niedawno. Hekatajos sprzeczności te starał się wytłumaczyć przyjmując dla poszczególnych mitów prymitywne racjonalizacje – np. mit o zejściu Heraklesa do podziemia i sprowadzeniu stamtąd psa Cerbera tłumaczy w ten sposób, że Herakles tak naprawdę nie zszedł do podziemia, ale zabił wielkiego węża z okolic Tajnaron nazywanego przez okoliczną ludność „psem podziemnym”, a mit o przyniesieniu z dalekiej Hiszpanii wołów Geriona w ten sposób, że Herakles tak naprawdę przyniósł je z pobliskiego Epiru. Hekatajos jest także autorem mapy świata, drugiej po mapie Anaksymandra, na której się opierał, a która zawiera dokładny obraz wybrzeży Morza Śródziemnego.